# Euphorbia parodii
Euphorbia parodii är en törelväxtart som beskrevs av Robertus Cornelis Hilarius Maria Oudejans. Euphorbia parodii ingår i släktet törlar, och familjen törelväxter.
Artens utbredningsområde är Paraguay. Inga underarter finns listade i Catalogue of Life.